# دريوب
دُريوب (الاسم العلمي Dryops)، جنس حشرات مائية قانصة من فصيلة الدريوبيات ورتبة غمديات الأجنحة. أنواعه 24 نوع.